# Châteaubriant
 Châteaubriant  es una población y comuna francesa, situada en la región de Países del Loira, departamento de Loira Atlántico. Es la subprefectura del distrito y chef-lieu del cantón de su nombre.

## Lugares y monumentos
- Castillo de Châteaubriant, fortaleza medieval reformada durante el Renacimiento que formaba parte de las defensas de la Marca de Bretaña durante la Edad Media.
- Carrière des Fusillés.

## Demografía
| 3 324                     | 3 049 | 2 768 | 3 274 | 3 732 | abs. | 3 867 | 4 064 | 4 287 | 4 636 | 4 834 | 5 111 | 5 228 | 5 564 | 6 177 | 6 523 | 7 001 | 7 234 | 7 169 | 7 479 | 7 692 | 7 989 | 8 112 | 8 271 | 9 276 | 9 284 | 10 852 | 11 986 | 13 231 | 14 023 | 12 783 | 12 065 | 12 466 |
| (Fuente: INSEE y Cassini) |       |       |       |       |      |       |       |       |       |       |       |       |       |       |       |       |       |       |       |       |       |       |       |       |       |        |        |        |        |        |        |        |